# Xyphinus
Xyphinus là một chi nhện trong họ Oonopidae.